# David Nyvall
David Nyvall, född 19 januari 1863, död 6 februari 1946, var en svensk-amerikansk pedagog.
Efter medicinska studier i Uppsala och Stockholm reste Nyvall 1886 till USA, där han bland annat verkade som lärare i skandinaviska språk och litteratur vid University of Washington i Seattle 1910-12. Nyvall har förutom predikningar och uppbyggelseskrifter utgett biografin Min faders testamente (1924, tryckt i Sverige 1929) och The Swedish covenanters (1930).